# Semna
Semna (talvolta chiamata anche Semna-Ovest) è una località del Sudan.

Durante la fase storica dell'antico Egitto la località fu sede di tre importanti fortezze di confine egizio il cui nome era Sekhem-Kha-kaura-Ra-maa-kheru (Potente è il giusto di voce Khakaura). Khakaura era il prenomen di Sesostri III

## Posizione geografica
Semna si trova a circa 40 chilometri a sud della seconda cateratta del Nilo, sulla sponda occidentale nella Bassa Nubia. Di fronte a Semna, sulla sponda orientale si trova Kumna, sede di un'altra fortezza egizia.

A causa della costruzione della diga di Assuan ed alla conseguente formazione del lago Nasser entrambe le località sono state sommerse dalle acque del Nilo.

## Storia della fortezza

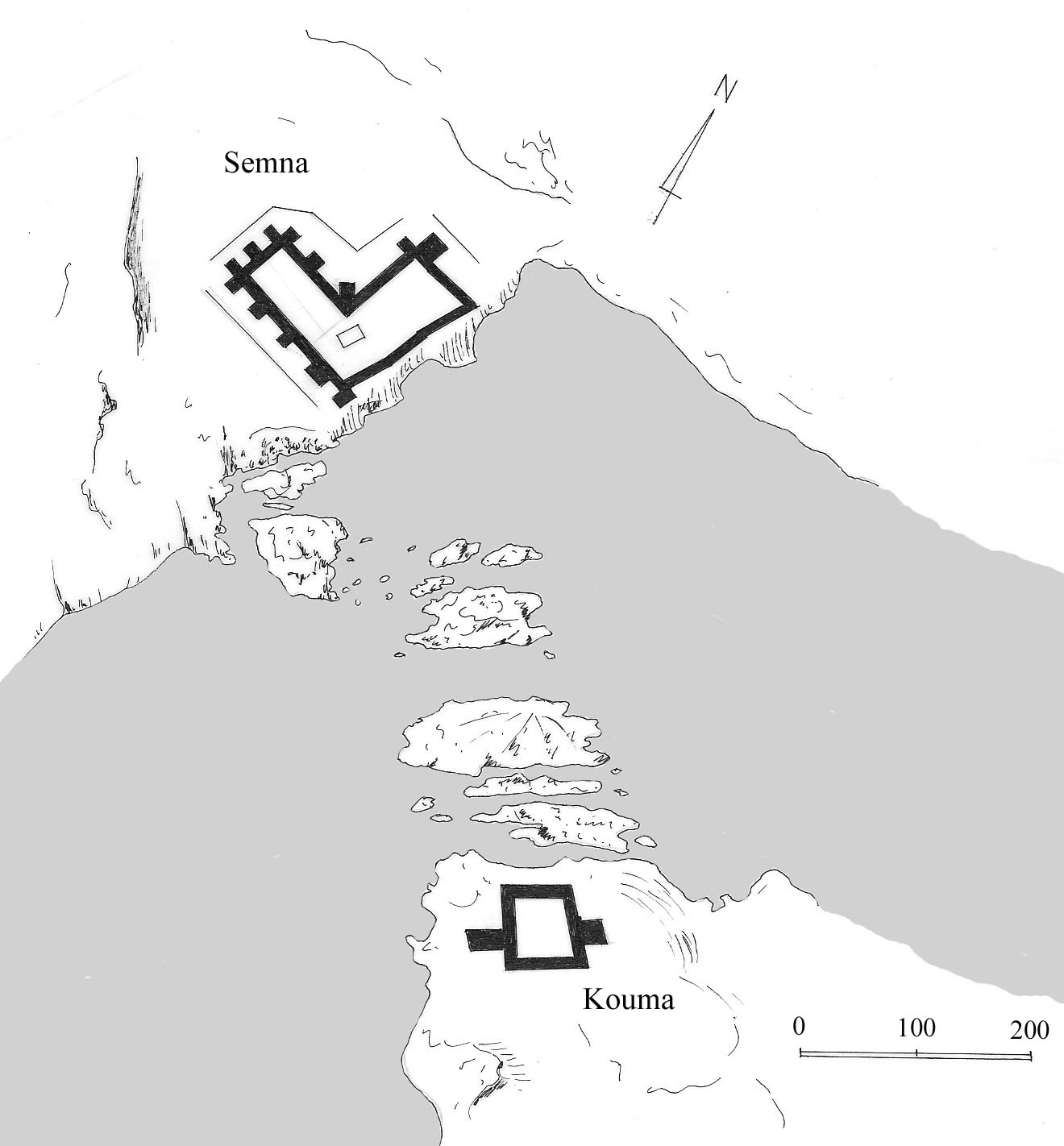
Pianta delle fortezze di Semna e Kumma.

Sesostri III fece costruire la più importante fortezza di Semna su quello che, allora, era il confine con la Nubia in una stretta gola. La fortezza era rinforzata da altre due fortificazioni erette a Kumma o Semna Est, in egizio Itnw-pedjawt,, e a Semna-Sud, in egizio Dair-khaset,, allo scopo di assicurare il controllo del confine dai possibili attacchi militari provenienti dal regno di Kush rivale estremamente pericoloso.
La località si presentava anche come il luogo adatto per una postazione doganale in quanto tutto il traffico tra Egitto e Nubia si svolgeva sul fiume. La presenza della fortezza permetteva anche di controllare i tentativi delle popolazioni della Nubia di spostarsi verso nord. Su questo problema ci è pervenuto un decreto di Sesostri III che dice:
Semna e Kumma svolgevano anche il ruolo di porto militare ed entrambe furono in auge fino alla XIII dinastia, nel Secondo periodo intermedio, con il sovrano Sobekhotep III dopo il quale iniziò un lento declino nelle postazioni più remote del regno d'Egitto.
La fortezza era ancora in uso durante il Nuovo Regno quando venne ampliato il tempio locale dedicato al dio nubiano Dedùn.

## Tempio
A Semna si trovava anche un tempio che, in seguito alla creazione della diga di Assuan, per evitarne inabissamento, è stato smontato e ricostruito nel museo di Khartum.